# حشره‌خوار گانسو
حشره‌خوار گانسو (نام علمی: Sorex cansulus) نام یک گونه از سرده حشره‌خوارهای دم‌دراز است.